# 內出血
内出血是指体内的血管出血，而且體外看不到流血狀況。 當內出血發生時，此時可能是醫療緊急情況，但严重程度取决于出血量和出血部位（例如头部、躯干、四肢）。如果不立即救治，胸部、腹部、骨盆或大腿部位出現的内出血可能会导致失血性休克或死亡。